# Precious Time (SPEED單曲)
《Precious Time》，是日本女子樂團SPEED的第9張單曲。1999年2月17日發行。
單曲主打歌《Precious Time》被愛普生的「Colorio打印機」廣告使用；而副歌《當季節逝去時》則是紀念哆啦A夢進入電影、電視20周年的劇場版動畫《大雄的宇宙漂流記》的主題曲。
這張單曲是SPEED最後一次使用8cm的CD作為唱片。
在Oricon週榜最高排行第2位；在榜期間銷量為62.26萬張。總銷量超過100萬張，連續第5張單曲銷量超過100萬，但也是迄今為止最後一張銷量過百萬的單曲。

## 收錄曲目
全作詞、作曲：伊秩弘將；編曲：水島康貴
1. Precious Time
2. 當季節逝去時
3. Precious Time（Instrumental）
4. 當季節逝去時（Instrumental）